# Mike Barrett
Michael Thomas "Mike" Barrett (Montgomery (Virgínia Ocidental), 5 de setembro de 1943 — Nashville (Tennessee), 8 de agosto de 2011) foi um basquetebolista e tenista estadunidense.

## Biografia
Mike Barrett cursou na West Virginia University, onde jogou na NCAA. Após formar-se serviu na Marinha dos Estados Unidos e jogou pela sua equipe. Foi nesta época que foi selecionado para a seleção estadunidense para disputar o Mundial de 1967 no Uruguai (4º colocado) e conquistou a medalha de ouro disputada nos XIX Jogos Olímpicos de Verão realizados na Cidade do México em 1968.
Jogou três temporada na ABA e após retirar-se das quadras em 1973 mudou-se para Nashville (Tennessee) onde dedicou-se a carreira de negócios. Mais tarde praticando tênis jogou competições nacionais.
Faleceu em 2011 após longa batalha contra o câncer.